# الکسی مارکوف
الکسی مارکوف (روسی: Алексей Михайлович Марков؛ زادهٔ ۲۶ مهٔ ۱۹۷۹) دوچرخه‌سوار اهل روسیه است.
از باشگاه‌هایی که در آن بازی کرده‌است می‌توان به گازپروم-روس‌ولو اشاره کرد.
وی در مسابقات کشوری و بین‌المللی در مجموع برندهٔ ۱ مدال طلا، ۴ مدال نقره، ۵ مدال برنز شده‌است.